# 福岡県道419号夏吉直方線
福岡県道419号夏吉直方線（ふくおかけんどう419ごう なつよしのおがたせん）は、福岡県田川市から直方市に至る一般県道である。

## 概要
田川市大字夏吉から直方市溝堀1丁目に至る。
最初は福岡県道22号田川直方線よりも東に位置する。その後田川郡福智町（概ね旧方城町中心部）を通過し、旧赤池町上野地区に入る。大久保交差点を境に福岡県道22号田川直方線バイパスと市街地側の中間を走る。直方市に入ると下境地区境橋東交点 - 東勘六橋交点間は福岡県道73号直方水巻線との重複区間となる。東勘六橋を渡った所で福岡県道22号田川直方線と合流し、終点となる。2023年（令和5年）9月30日までは、田川市の後藤寺から福智町方城支所、平成筑豊鉄道 金田駅を経由し、後藤寺バスターミナルに戻る西鉄バス路線も存在した。

### 路線データ
- 起点：福岡県田川市大字夏吉（夏吉駐在所交差点、福岡県道456号金田夏吉伊田線交点）
- 終点：福岡県直方市溝堀1丁目（勘六橋東交差点、福岡県道22号田川直方線市街地側交点）

## 路線状況

### 重複区間
- 福岡県道460号上境中泉停車場線（直方市大字上境 地内）
- 福岡県道73号直方水巻線（直方市大字下境・境橋東交差点 - 直方市大字下境・東勘六橋交差点）

### 道路施設

#### 橋梁
- 見六橋（伊方川、田川郡福智町）
- 山川橋（弁城川、田川郡福智町）
- 常福橋（福智川、田川郡福智町）
- 東橋（福地川、田川郡福智町）
- 東勘六橋（彦山川、直方市）

## 地理

### 通過する自治体
- 田川市
- 田川郡福智町
- 直方市

### 交差する道路
| 福岡県道456号金田夏吉伊田線                | 田川市 | 田川市 | 大字夏吉  | 夏吉駐在所交差点 / 起点 |
| 福岡県道407号方城金田線                    | 田川郡 | 福智町 | 弁城      |                         |
| 福岡県道62号北九州小竹線                   | 田川郡 | 福智町 | 上野      | 原田町交差点            |
| 福岡県道22号田川直方線 / 田川直方バイパス  | 田川郡 | 福智町 | 上野      | 大久保交差点            |
| 福岡県道95号添田赤池線                     | 田川郡 | 福智町 | 上野      | 大浦橋東交差点          |
| 福岡県道460号上境中泉停車場線 重複区間起点 | 直方市 | 直方市 | 大字上境  |                         |
| 福岡県道460号上境中泉停車場線 重複区間終点 | 直方市 | 直方市 | 大字上境  | 岡森橋東交差点          |
| 国道200号 / 直方バイパス                   | 直方市 | 直方市 | 大字上境  | 直方大橋東交差点        |
| 福岡県道73号直方水巻線 重複区間起点        | 直方市 | 直方市 | 大字下境  | 境橋東交差点            |
| 福岡県道73号直方水巻線 重複区間終点        | 直方市 | 直方市 | 大字下境  | 東勘六橋交差点          |
| 福岡県道22号田川直方線 / 市街地側          | 直方市 | 直方市 | 溝堀1丁目 | 勘六橋東交差点          |

### 沿線
- 夏吉簡易郵便局
- 田川警察署 夏吉駐在所
- 田川新生病院
- 岩屋公園
- ロマンスヶ丘
- 福智町立弁城小学校
- ほうじょう温泉ふじ湯の里
- 常福山定善寺
- JAたがわ赤池出張所
- 福智町立上野小学校
- 上野病院
- 直方市立下境小学校
- 直方市立直方第一中学校